# Ég á líf
Ég á líf este o piesă a cântărețului Eyþór Ingi Gunnlaugsson, care va reprezenta Islanda la Concursul Muzical Eurovision 2013.